# Amphisbaena heathi
Amphisbaena heathi är en ödleart som beskrevs av  Schmidt 1936. Amphisbaena heathi ingår i släktet Amphisbaena och familjen Amphisbaenidae. Inga underarter finns listade i Catalogue of Life.